# Коппа, Джованни
Джованни Коппа (итал. Giovanni Coppa; 9 ноября 1925, Альба, королевство Италия — 16 мая 2016, Рим, Италия) — итальянский куриальный кардинал и ватиканский дипломат. Титулярный архиепископ Серты с 1 сентября 1979 по 24 ноября 2007. Делегат папских представлений в Государственном секретариате Святого Престола с 1 сентября 1979 по 30 июня 1990. Апостольский нунций в Чехословакии с 30 июня 1990 по 1 января 1993. Апостольский нунций в Словакии с 1 января 1993 по 2 марта 1994. Апостольский нунций в Чехии с 30 июня 1993 по 19 мая 2001. Кардинал-дьякон с титулярной диаконией Сан-Лино с 24 ноября 2007.